# Schamal (Wind)
Der Schamal (arabisch شمال, DMG šamāl, häufig auch Shamal, Arabisch für "Norden") ist ein von Nordwesten über den Irak und den Persischen Golf ziehender Sommerwind. Tagsüber können dabei durchaus mittlere bis schwere Sandstürme entstehen, wohingegen sich der Wind nachts abschwächt.
Die hauptsächlich in Jordanien und Syrien aufgenommenen Sandmassen werden im Irak, aber auch über dem Persischen Golf wieder abgegeben. Der Schamal kann mehrfach pro Jahr eintreten.
Der Schamal trägt dazu bei, dass durch die verursachte Erosion die Sandstrände in Dubai regelmäßig künstlich erneuert und wieder aufgeschüttet werden müssen.